# Mimi Fox
Mimi Fox (* 24. August 1956 in Queens, New York City) ist eine US-amerikanische Jazzgitarristin und Musikpädagogin.

## Leben und Wirken
Fox’ Vater war Amateur-Schlagzeuger und Dixieland-Fan, ihre Mutter professionelle Sängerin. Mit neun Jahren spielte sie in der Schulband Schlagzeug, mit zehn Jahren wechselte sie zur Gitarre, zunächst orientiert an Funk, R&B und Top-40-Musik. Mit 14 Jahren entdeckte Fox über das Album Giant Steps die Musik von John Coltrane und begann sich verstärkt für Jazzmusik zu interessieren. 1979 zog sie nach San Francisco und nahm Unterricht bei Bruce Forman, der sie überzeugen konnte, Profimusikerin zu werden. Seitdem spielte sie u. a. mit den Gitarristen Charlie Byrd, Stanley Jordan, Charlie Hunter und Mundell Lowe, ferner mit Branford Marsalis, David Sánchez, Houston Person, Abbey Lincoln, Diana Krall, Kevin Mahogany, Janis Siegel, Joey DeFrancesco, Barbara Dennerlein, Dr. Lonnie Smith, Terri Lyne Carrington ebenso wie mit Stevie Wonder und John Sebastian. Sie spielte auf zahlreichen Jazzfestivals an der amerikanischen Westküste und in der Karibik und tourte auch in Japan, Thailand und Australien. Auch nahm sie mit Don Lanphere, Robin Flower, Silvia Kohan und Maye Cavallaro auf.
1987 erschien ihr Debütalbum Against the Grain. Ihr Album Kicks erreichte in den Billboard Jazz Charts Platz 20.
Fox unterrichtet an der Jazz School in Berkeley und war Adjunct Professor an der New York University. Außerdem schrieb sie ein Gitarren-Lehrbuch und schuf einen CD-ROM-basierten Lehrgang (Jazz Anatomy).

## Preise und Auszeichnungen
Seit 2003 gewann sei dreimal hintereinander den Kritikerpoll des Down Beat.

## Veröffentlichungen

### Lehrbücher
- Graduated Soloing Book/CD Set, Mel Bay Publications, 2010. ISBN 0-7866-8138-1
- Guitar Arpeggio studies on Jazz Standards (+CD), Mel Bay Publications, ISBN 0-7866-7199-8

### Diskographische Hinweise
- 1995 – Turtle Logic (Monarch Records)
- 1998 – Kicks (Sugo) mit Russell Ferrante, Will Kennedy, John Wiitala
- 2001 – Standards (Origin Records)
- 2003 – Two for the Road: Live at Bake's Place (Origin) mit Greta Matassa
- 2005 – Perpetually Hip (Favored Nations Records)[4]
- 2011 – Live at the Palladium